# Prospera Place
Prospera Place, anteriormente conhecido como Skyreach Place, é uma arena multiuso com 6.886 lugares, em Kelowna, Colúmbia Britânica, Canadá. Substituiu a Kelowna Memorial Arena, que ainda está em uso para hóquei amador.
Inaugurada em 1999, é a casa do clube de hóquei Kelowna Rockets.
A arena sediou a Copa Memorial em 2004. Era para sediar novamente em 2020, mas o torneio foi cancelado devido à pandemia de COVID-19.
Prospera Place foi selecionada para sediar a edição de 2021 do Tim Hortons Brier, o campeonato nacional masculino canadense de curling, mas devido às restrições da COVID-19, o Brier aconteceu em Calgary.
A arena sediou o Skate Canada International em 2014 e novamente em outubro de 2019.
Prospera Place já recebeu concertos de muitos artistas famosos, abrangendo diversos gêneros musicais. Muitos comediantes, comentaristas de mídia e eventos como o Motorsports Spectacular também ocorrem no local.
Episódios do WWE SmackDown foram sediados e gravados na arena em 2003 e 2004.
O So You Think You Can Dance Canada Tour passou pela arena em 2009 e 2010.
Um estacionamento de vários andares está localizado nas proximidades, bem como um estacionamento privado disponibilizado pela arena para os hóspedes que compraram um passe de estacionamento.
A Cooperativa de Crédito Prospera obteve os direitos de nomeação da arena em 2003, direitos que manterá até pelo menos janeiro de 2024.